# Марвін Шпільманн
Марвін Шпільманн (нім. Marvin Spielmann, нар. 23 лютого 1996, Ольтен) — швейцарський футболіст, півзахисник, нападник клубу «Баден».
Виступав за молодіжну збірну Швейцарії.

## Клубна кар'єра
Народився 23 лютого 1996 року в Ольтені. Вихованець юнацьких команд футбольних клубів «Дуллікен» та «Аарау». У дорослому футболі дебютував 2013 року виступами на правах оренди за «Баден», де провів два сезони, взявши участь у 33 матчах чемпіонату. 
Протягом 2015–2016 років грав вже в основній команді «Аарау», звідки перейшов до «Віля», а ще за рік — за «Тун».
2019 року став гравцем «Янг Бойз», за який відіграв три сезони своєї ігрової кар'єри. У складі бернської команди ставав дворазовим чемпіоном Швейцарії, а також вигравав Кубок Швейцарії. 
Протягом 2022—2023 років захищав кольори клубів «Лозанна» та «Ксамакс», а на початку 2024 року повернувся до «Бадена», в якому свого часу починав дорослу кар'єру.

## Виступи за збірні
2014 року дебютував у складі юнацької збірної Швейцарії (U-18), загалом на юнацькому рівні взяв участь у 5 іграх, відзначившись одним забитим голом.
Протягом 2016–2018 років залучався до складу молодіжної збірної Швейцарії. На молодіжному рівні зіграв в 11 офіційних матчах, забив 3 голи.

## Титули і досягнення
- Чемпіон Швейцарії (2):

«Янг Бойз»: 2019-2020, 2020-2021
- Володар Кубка Швейцарії (1):

«Янг Бойз»: 2019-2020